# مجتمعات البحار العميقة

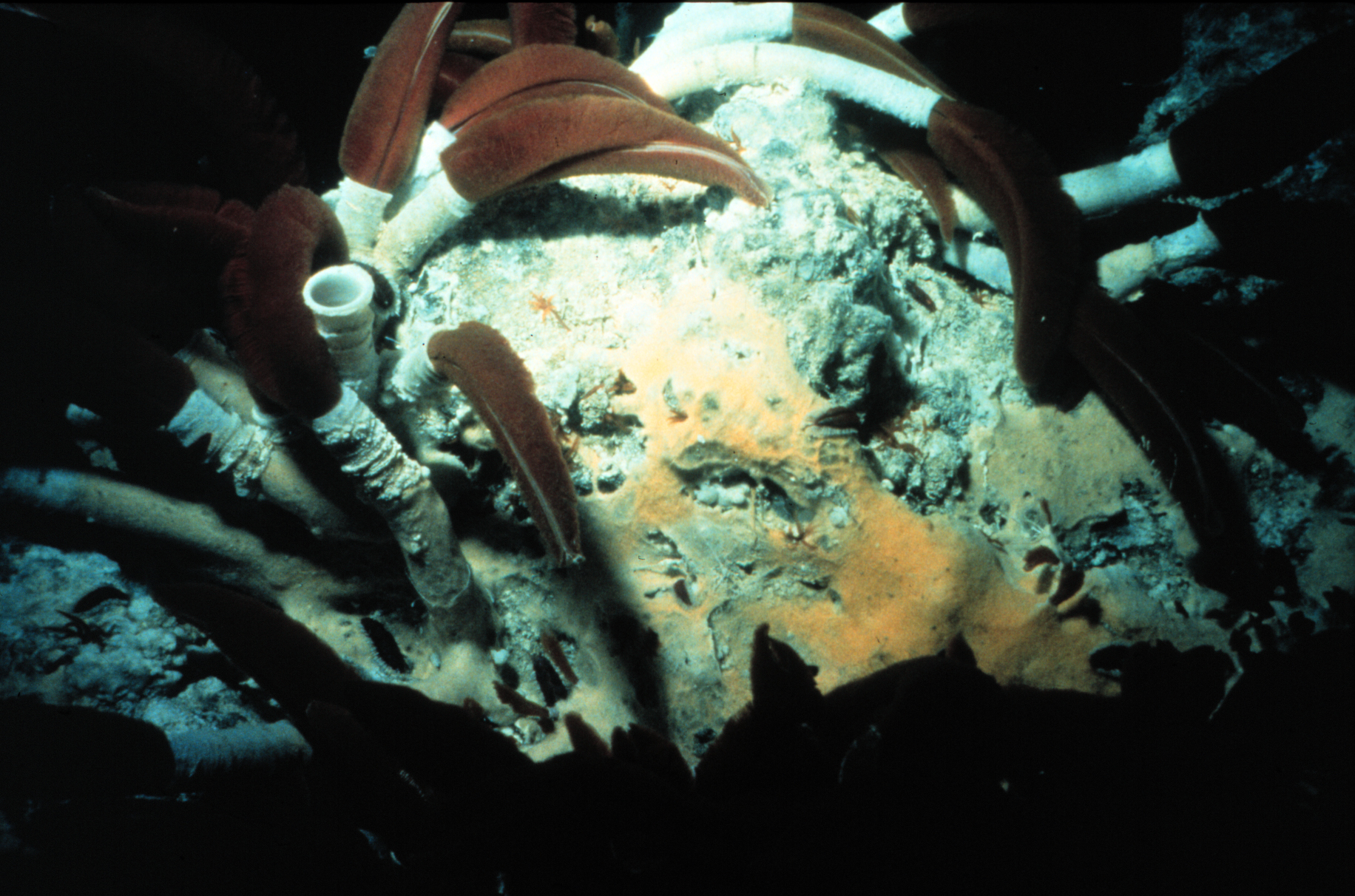
دودة الأنبوب العملاقة.

ما زالت مجتمعات البحار العميقة Deep sea community غير مكتشفة بشكل كبير حتى الآن، بسبب التحديثات التقنية واللوجيستية والتكاليف التي ينطوي عليها زيارة تلك المجالات الحيوية البيئية البعيدة. وبسبب التحديات الفريدة (خصوصًا الضغط الجوي المرتفع ودرجات الحرارة المتطرفة وغياب الضوء)، كان من المعتقد لفترات طويلة أنه لا توجد إلا مستويات ضئيلة من الحياة في هذه البيئة العدائية. وعلى الرغم من ذلك، منذ القرن التاسع عشر، أظهرت الأبحاث تواجد تنوع حيوي ضخم في البحار العميقة. وتعد المصادر الرئيسية الثلاثة للطاقة والتغذية للمجتمعات في البحار العميقة الجليد البحري وما يسقط من الحيتان والتخليق الكيميائي في فتحات تهوية المياه الحارة وتسربات البرودة.

## معلومات تاريخية
قبل القرن التاسع عشر، افترض العلماء أن الحياة نادرة في أعماق المحيط. وفي السبعينيات من القرن التاسع عشر، اكتشف السيد تشارلز تومسون (Charles Thompson) وزملاؤه الذين خرجوا في رحلة التحدي الاستكشافية العديد من مخلوقات البحار العميقة ذات الأنواع المتنوعة بشدة.
وحدث أول اكتشاف لأول مجتمع في أعماق البحار يقوم على التخليق الكيميائي ويشتمل على حيوانات متقدمة بشكل غير متوقع في فتحات المياه الحارة شرق المحيط الهادئ أثناء عمليات الاستكشاف الجيولوجية (كورليس (Corliss) وآخرون، عام 1979).
وقد شهد عالمان، هما جيه كورليس (J. Corliss) وجيه فان أنديل (J. van Andel)، لأول مرة أسرة البطلينوس كثيفة التخليق الكيميائي من سفينة دي إي في ألفين (DSV Alvin) الغارقة في السابع عشر من فبراير عام 1977، بعد اكتشافهما غير المتوقع باستخدام كاميرا عن بعد التي تم نقلها باستخدام المزلجة قبل يومين من ذلك.
وتعد منطقة تشالينجر ديب (Challenger Deep) هي أعمق نقطة تم مسحها في كل المحيطات في مختلف أرجاء الأرض، وهي توجد في الطرف الجنوبي من خندق ماريانا (Mariana) بالقرب من مجموعة جزر ماريانا. وقد تمت تسمية المنخفض على اسم إتش إم إس تشالينجر، الذي قام الباحثون على متنها بعمل أو تسجيل للعمق به في الثالث والعشرين من مارس عام 1875 في المحطة 225. وكان العمق الذي تم التوصل إليه وتسجيله هو 4,475 قامة (8184 مترًا) بناءً على تسجيلين منفصلين. وفي عام 1960، نزل كل من دون والش (Don Walsh) وجاك بيكارد (Jacques Piccard) إلى منطقة تشالينجر ديب في غواصة الأعماق تريستي (Trieste). وفي هذا العمق الكبير، تمت رؤية سمك صغير شبه مفلطح يتحرك مبتعدًا عن ضوء غواصة الأعماق.
وقد أصبحت المركبة التي تعمل عن بعد (ROV) كاكيو (Kaiko) من إنتاج اليابان ثاني سفينة تصل إلى عمق تشالينجر ديب في مارس عام 1995. واليوم، تعد نيريوس (Nereus) وهي مركبة هجينة تعمل عن بعد (HROV) أنتجها معهد وودز هول لعلوم المحيطات هي المركبة الوحيدة التي يمكنها استكشاف الأعماق على بعد يتجاوز 7000 متر. وقد وصلت المركبة نيريوس إلى عمق 10,902 متر في تشالينجر ديب في الحادي والثلاثين من مايو عام 2009. وفي الأول من يونيو عام 2009، أشار رسم الخرائط بالسونار في منطقة تشالينجر ديب من خلال نظام سونار قياس الأعماق متعدد الحزم التابع سيمراد (Simrad) EM120 خارج آر في (R/V) كيلو موانا إلى أن الحد الأقصى للعمق قد وصل إلى 10971 مترًا (6.82 أميال). ويستخدم نظام السونار المراحل والسعة لاكتشاف الأعماق، بدقة أفضل من 0.2% لعمق المياه (وهذا الخطأ يشتمل حوالي 22 مترًا على هذا العمق).